# Shoaling
Shoaling eller shoalingeffekt betegner indenfor hydraulikken den samtidige fald i bølgelængde og stigning i bølgehøjde, der sker når en dybvandsbølge bevæger sig ind på et lavt vandområde nær kysten. Bølgens hastighed formindskes også ved shoaling.